# John Edwards
John Reid Edwards (Seneca, Carolina del Sur, 10 de junio de 1953) es un abogado y expolítico estadounidense que se desempeñó como senador estadounidense por Carolina del Norte. Fue el candidato demócrata a la vicepresidencia en 2004 junto con John Kerry, perdiendo ante los titulares George W. Bush y Dick Cheney. También fue candidato a la nominación presidencial demócrata en 2004 y 2008.
Edwards derrotó al senador republicano Lauch Faircloth en las elecciones al Senado de 1998 de Carolina del Norte. Hacia el final de su mandato de seis años, optó por retirarse del Senado y concentrarse en una campaña demócrata en las elecciones presidenciales de 2004. Eventualmente se convirtió en el candidato demócrata a vicepresidente en 2004, el compañero de fórmula del candidato presidencial, el senador John Kerry de Massachusetts.
Tras la derrota de Kerry ante el entonces presidente George W. Bush, Edwards comenzó a trabajar a tiempo completo en el Comité One America, un comité de acción política que estableció en 2001, y fue nombrado director del Centro sobre la pobreza, el trabajo y las oportunidades de la Universidad de Carolina del Norte en la Facultad de Derecho de Chapel Hill. También fue consultor de Fortress Investment Group LLC.
Entre los años 2007 y 2008, aspiraba de nuevo a ser candidato demócrata a las elecciones a la presidencia de los EE. UU. de 2008 frente al senador por Illinois, Barack Obama, y la senadora por Nueva York, Hillary Clinton, si bien abandonó el 30 de enero de 2008 tras perder en todas las elecciones primarias realizadas hasta ese momento incluidas las de su estado natal.

## Primeros años
Edwards nació en la ciudad de Seneca, (Carolina del Sur), en el seno de una familia humilde. Su padre, Wallace, trabajó como obrero en una fábrica textil durante 36 años. Su madre, Bobbie, estuvo pluriempleada entre su tienda y una oficina postal. 
Tras pasar por escuelas públicas, Edwards cursó estudios de Derecho y Tecnología Textil en la Universidad de Carolina del Norte en Chapel Hill, de la cual se graduó con honores. Se convirtió en el primer miembro de su familia en haber cursado estudios superiores.
Edwards tuvo una brillante carrera como abogado litigante en Carolina del Norte antes de ingresar a la política. Se especializó en obtener grandes indemnizaciones penalizando la negligencia de algunas empresas. Entre sus victorias más publicitadas se encuentra la obtención de la indemnización más alta en la historia del Estado, (25 millones de dólares estadounidenses), a una niña de nueve años de edad que se lesionó en una piscina en 1997.

## Senador por Carolina del Norte (1999-2005)
Se convirtió en un hombre rico ejerciendo como abogado. Sin embargo, la muerte de su hijo le hizo cambiar de prioridades y decidió ingresar en la política.[cita requerida] En 1998 decidió presentarse al Senado por el Partido Demócrata. No era el favorito pero derrotó inesperadamente al senador republicano Lauch Faircloth. Con una campaña estremecedora, centrada en vender su historia personal de hombre de familia trabajadora que se convierte en rico por su propio esfuerzo, atrajo los votos de la clase media de Carolina del Norte. 
En el Senado fue miembro del Comité Selecto de Inteligencia y del Comité Judicial, y copatrocinó 203 Proyectos de Ley. Fue el primer senador en introducir una legislación anti-spyware con el Spyware Control and Privacy Protection Act. Y formó parte en 2002 del grupo de 16 senadores de ambos partidos que copatrocinaron la resolución que autorizaba al gobierno a usar la fuerza contra Irak.
Apoyó el programa H-1B Visa que buscaba aumentar el número de visas otorgadas a los trabajadores inmigrantes para trabajar en territorio estadounidense. También defendió las reformas a los métodos de financiamiento de las campañas electorales y dedicar más fondos a Educación, Sanidad y Defensa.
Decidió no buscar la reelección como senador en 2004, para dedicarse por completo a la campaña presidencial de ese año.

## Campaña presidencial de 2004
En enero del año 2003, el senador Edwards dio a conocer oficialmente su interés por obtener la candidatura del Partido Demócrata a la presidencia de Estados Unidos En septiembre de ese mismo año decidió no buscar su reelección como senador y dedicarse plenamente a los comicios primarios de 2004. Obtuvo un buen segundo puesto en el caucus de Iowa y ganó las primarias en Carolina del Sur, convirtiéndose a partir de febrero en la única alternativa al front-runner John Kerry.
"Este no es tiempo para becarios", dijo el senador Kerry haciendo referencia a los pocos años de experiencia de Edwards. Cuando se hizo evidente que la nominación sería para Kerry después de sus victorias en el Supermartes, Edwards decidió abandonar la carrera a principios de marzo. Tras un largo proceso de consulta, el mismo Kerry lo elegiría compañero de fórmula rumbo a las elecciones del 2 de noviembre de 2004. Sin embargo, su candidatura fue finalmente derrotada por el tándem republicano Bush-Cheney.

## Candidato a la presidencia de Estados Unidos en 2008
Tras las elecciones de 2004, formó un comité de acción política llamado One America Committee y se dedicó a viajar por todo el país preparando un nuevo intento para alcanzar la Casa Blanca en el futuro. El 28 de diciembre de 2006 anunció en Nueva Orleans su intención de ser candidato del Partido Demócrata en las presidenciales del 2008.
John Edwards eligió la residencia de una víctima del huracán Katrina en el devastado noveno distrito de Nueva Orleans para hacer su anuncio oficial. "Queremos que la gente en esta campaña pase a la acción ahora, no más tarde, no después de las próximas elecciones. En lugar de quedarse en casa y quejarse pedimos a los estadounidenses que ayuden", fueron sus palabras.
"Sería un enorme error aumentar las tropas en Irak", dijo en el programa 'Good Morning America', al apuntar que esa decisión "envía la señal equivocada". Busca activamente el apoyo de los grandes sindicatos y su campaña se centra en tres ideas principales: eliminación de la pobreza, la lucha contra el calentamiento global, y la provisión de atención médica universal. 
Con un tono muy populista, el suyo es el programa político más progresista entre los principales candidatos demócratas, aunque se resiste a pronunciarse en temas como el matrimonio gay asegurando que aún no tiene una opinión bien formada sobre ello.
El director de su campaña es David Bonior, un excongresista demócrata por Míchigan que fue número dos del liderazgo demócrata en la Cámara de Representantes.
Edwards logró reunir 14 millones de dólares en contribuciones para su campaña en el primer trimestre de 2007. Su campaña había previsto reunir 10 millones, por lo que las cifras superan las expectativas, y colocan al exsenador con dinero suficiente para ser competitivo en las primarias.
Sin embargo tras quedar tercero, tras los senadores Obama y Clinton, si bien no siempre en ese orden, en el caucus de Iowa, y las elecciones primarias de Nuevo Hampshire y Carolina del Sur, el 30 de enero de 2008 anunció que se retiraba de la carrera hacia la candidatura demócrata.

## Vida privada
En la universidad conoció a su esposa Elizabeth Ananay con quien tendría cuatro hijos, uno de los cuales falleció de manera trágica en un accidente automovilístico en 1996.
En agosto de 2008, Edwards confesó en una entrevista ante la ABC News que había sido infiel a su esposa en el 2006 con la cineasta Rielle Hunter, que realizaba documentales para su campaña. Edwards negó ser el padre de la hija de Hunter, nacida en febrero de 2008. Edwards había negado inicialmente la relación extramarital cuando el diario amarillista National Enquirer la había sacado a la luz por primera vez en octubre del 2007.

## Historial electoral
| Año  | Cargo           |  | Candidato         | Partido   | Votos      | %      | Votos Electorales |  | Oponente        | Partido     | Votos      | %      | Votos Electorales |  |
| ---- | --------------- |  | ----------------- | --------- | ---------- | ------ | ----------------- |  | --------------- | ----------- | ---------- | ------ | ----------------- |  |
| 1998 | Senado          |  | John Reid Edwards | Demócrata | 1,029,237  | 51.15% |                   |  | Lauch Faircloth | Republicano | 945,943    | 47.01% |                   |  |
| 2004 | Vicepresidencia |  | John Reid Edwards | Demócrata | 59,028,444 | 48.27% | 252               |  | Dick Cheney     | Republicano | 62,040,610 | 50.73% | 286               |  |